# Titanio
Titanio is een geslacht van vlinders van de familie van de grasmotten (Crambidae), uit de onderfamilie van de Odontiinae. De wetenschappelijke naam en de beschrijving van dit geslacht werden voor het eerst in 1825 gepubliceerd door Jacob Hübner. 

## Soorten
- T. basalis Caradja, 1928
- T. caradjae (Rebel, 1902)
- T. ecbataniella Amsel, 1958
- T. emiralis Caradja, 1916
- T. eponyma Meyrick, 1890
- T. heliothalis (Staudinger, 1892)
- T. hesperialis Hampson, 1900
- T. hyrcanella Amsel, 1950
- T. ledereri (Staudinger, 1870)
- T. leucopsumis Hampson, 1919
- T. magnificalis (Christoph, 1877)
- T. metaxanthalis Hampson, 1900
- T. modestalis (Christoph, 1877)
- T. mortualis Caradja, 1916
- T. nawaralis Amsel, 1970
- T. nissalis Amsel, 1951
- T. normalis (Hübner, 1796)
- T. originalis (Herrich-Schäffer, 1860)
- T. orphnolyca Meyrick, 1936
- T. pulchellalis (Staudinger, 1892)
- T. pulchra Rebel, 1902
- T. pyrenaealis Duponchel
- T. safedalis Amsel, 1970
- T. sarekandalis Amsel, 1970
- T. schivalis Amsel, 1970
- T. sultanalis (Staudinger, 1892)
- T. tarraconensis Leraut & Luquet, 1982
- T. venustalis (Lederer, 1855)